# Вила Гроти (Ријети)
Вила Гроти је насеље у Италији у округу Ријети, региону Лацио.
Према процени из 2011. у насељу је живело 153 становника. Насеље се налази на надморској висини од 425 м.